# Icario de Atenas

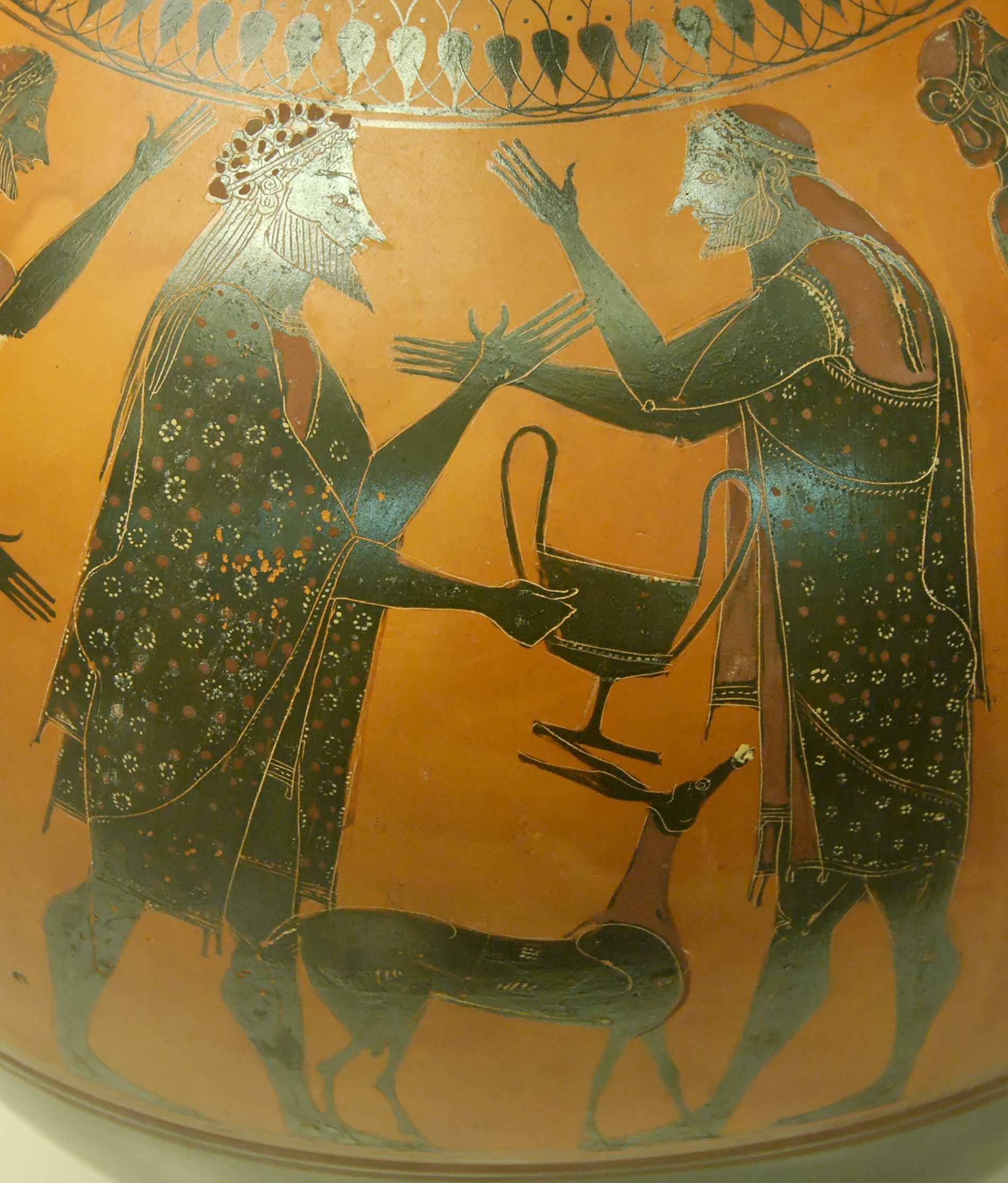
En esta pieza hallada en Vulci, un ánfora ática de figuras negras, se representa a Dioniso y a Icario (ca. 540 – 520 a. C.; Museo Británico).

En la mitología griega, Icario de Ática (Ἰκάριος / Ikários) era un  fervoroso adorador de Dioniso, que dio vino a sus pastores. Estos se emborracharon y lo mataron creyendo que Icario los había envenenado. Su hija Erígone y su perro Mera encontraron el cadáver, y Erígone se ahorcó sobre la tumba de su padre. Dioniso se enfureció y castigó a Atenas con una plaga, infundiendo la locura en todas las mujeres solteras, que se ahorcaron al igual que Erígone. La plaga no cesó hasta que los atenienses introdujeron ritos en honor de Icario y Erígone. Icario fue ascendido a los cielos como la constelación del Boyero.
Hay un mosaico en Pafos (Chipre), perteneciente a una villa romana de mediados del siglo II d. C. conocida como "Casa de Dioniso", que describe la concesión del don del vino que hace el dios a Icario como recompensa por su hospitalidad. Es probable que sea este Icario quien refiere Clemente de Alejandría como marido de Fanotea, la mujer a quien se atribuye la invención del verso hexámetro.